# Liste der Baudenkmale in Rieste
In der Liste der Baudenkmale in Rieste sind die Baudenkmale der niedersächsischen Gemeinde Rieste aufgelistet.
| Lage                                                     | Bezeichnung                                  | Beschreibung         | ID    | Bild           |
| -------------------------------------------------------- | -------------------------------------------- | -------------------- | ----- | -------------- |
| Rieste, Lage 6 52° 29′ 48″ N, 8° 1′ 33″ O                | Kloster zu Kommende Lage                     |                      | 70    | Weitere Bilder |
| Rieste, Barlagerort 20 52° 29′ 21″ N, 7° 59′ 39″ O       | Ehem. Heuerhaus zu Hof Stuckenberg           |                      | 127   | BW             |
| Rieste, Maschortstr. 46 52° 28′ 16″ N, 8° 0′ 49″ O       | Backhaus zu Hof im Masche                    |                      | 413   | BW             |
| Rieste, Südesch 5 52° 28′ 10″ N, 8° 2′ 6″ O              | Heuerhaus zu Hof Wittfeld                    |                      | 427   | BW             |
| Rieste, Sögelner Str. 13 52° 28′ 25″ N, 8° 0′ 24″ O      | Haupthaus zu Hof Richtering                  |                      | 472   | BW             |
| Rieste, Lager Tannen 36a 52° 30′ 21″ N, 8° 1′ 27″ O      | Heuerhaus zu Hof Langenkamp                  |                      | 652   | BW             |
| Rieste, Lage 5 52° 29′ 49″ N, 8° 1′ 34″ O                | Kath. Kirche St. Johannes der Täufer         |                      | 680   | Weitere Bilder |
| Rieste, Lage 1 52° 29′ 47″ N, 8° 1′ 27″ O                | ehem. Wachhaus? Zu Kommende Lage             |                      | 760   |                |
| Rieste, Sögelner Str. 2 52° 28′ 30″ N, 8° 0′ 25″ O       | Haupthaus zu Hof Brackel                     |                      | 845   | BW             |
| Rieste, Kl.Wittefelderort 2,4 52° 28′ 35″ N, 8° 1′ 53″ O | Hof Bieste                                   |                      | 886   | BW             |
| Rieste, Kl.Wittefelderort 4 52° 28′ 35″ N, 8° 1′ 53″ O   | Haupthaus zu Hof Bieste                      |                      | 886.1 | BW             |
| Rieste, Kl.Wittefelderort 6 52° 28′ 19″ N, 8° 1′ 43″ O   | Hof Wittefeld                                |                      | 894   | BW             |
| Rieste, Lage 9 52° 29′ 47″ N, 8° 1′ 27″ O                | Scheune zu Kommende Lage                     |                      | 899   | BW             |
| Rieste, Enkelstrodtort 16 52° 27′ 47″ N, 7° 59′ 59″ O    | Hofanlage Pardieck                           |                      | 929   | BW             |
| Rieste, Lage 4 52° 29′ 50″ N, 8° 1′ 29″ O                | Klostermühle zu Kommende Lage                |                      | 981   | BW             |
| Rieste, Varendorf 123 52° 28′ 26″ N, 8° 0′ 33″ O         | Haus Rieste (Gut Varendorf)                  |                      | 1318  | BW             |
| Bieste, Westendorf 4 52° 31′ 4″ N, 8° 0′ 53″ O           | Kruzifix zu Hof Nannemann                    |                      | 1392  | BW             |
| Bieste, Westendorf 52° 31′ 8″ N, 8° 1′ 20″ O             | Kapelle mit Kruzifix                         |                      | 1632  | Weitere Bilder |
| Rieste, Lage 52° 29′ 48″ N, 8° 1′ 33″ O                  | Ensemble Kommende Lage                       |                      | 1670  | Weitere Bilder |
| Rieste, Lage 3 52° 29′ 51″ N, 8° 1′ 26″ O                | Wohn und Wirtschaftsgebäude zu Kommende Lage |                      | 1671  | BW             |
| Rieste, Von-Pallandt-Str. 10 52° 29′ 50″ N, 8° 1′ 23″ O  | Nebengebäude zu Kommende Lage                |                      | 1672  | BW             |
| Rieste, Lage 2 52° 29′ 48″ N, 8° 1′ 28″ O                | Pfarrheim zu Kommende Lage                   |                      | 1673  |                |
| Rieste, Lage 7 52° 29′ 47″ N, 8° 1′ 31″ O                | Pfarrhaus zu Kommende Lage                   |                      | 1674  | BW             |
| Rieste, Stickteichstr. 37a 52° 30′ 6″ N, 8° 1′ 53″ O     | Heuerhaus zu Hof Langenkamp                  |                      | 1675  | BW             |
| Rieste, Meyerhofstr. 1 52° 28′ 46″ N, 8° 1′ 19″ O        | Scheune mit Göpel zu Hof Meyer zu Rieste     |                      | 1679  | BW             |
| Rieste, Heeker Str. 36 52° 30′ 14″ N, 8° 1′ 21″ O        | Hof Langenkamp                               |                      | 2413  | BW             |
| Rieste, Gr.Wittefelderort 5 52° 29′ 4″ N, 8° 1′ 51″ O    | Speicher zu Hof Greve                        |                      | 2414  | BW             |
| Rieste, Gr.Wittefelderort 10 52° 28′ 54″ N, 8° 2′ 26″ O  | Doppelheuerhaus zu Hof Greve                 |                      | 2415  | BW             |
| Rieste, Maschortstr. 50b 52° 27′ 59″ N, 8° 1′ 7″ O       | Heuerhaus zu Hof Müller                      |                      | 2416  | BW             |
| Rieste, Sögelner Str. 1 52° 28′ 36″ N, 8° 0′ 31″ O       | Ev. Luth. Kirche                             | Emmauskapelle Rieste | 2417  | Weitere Bilder |
| Rieste, Enkelstrodtort 49a 52° 27′ 43″ N, 8° 0′ 13″ O    | Heuerhaus zu Hof Landwehr                    |                      | 2418  | BW             |